# WildBrain
WildBrain è una compagnia canadese di produzione video formatasi nel 2006 dalla fusione della Halifax Film Company e della Decode Entertainment.
La libreria di contenuti di DHX Media include a oggi oltre quaranta titoli televisivi originali. È produttrice di otto serie per bambini correntemente in prima TV su svariate emittenti nordamericane e internazionali, tra cui Lunar Jim, Il formidabile mondo di Bo e Poko. Il formidabile mondo di Bo e altre animazioni in computer grafica vengono prodotte da Halifax Film a Electropolis Studios, la struttura per le produzioni rivolte ai bambini vicino alla cittadella di Halifax; mentre I magici piedini di Franny, Gli imbattibili Save-Ums! e Naturalmente Sadie! vengono prodotti da Decode a Toronto.

## Compagnie
Il nome DHX deriva dalla combinazione di Decode e Halifax, le due aziende unitesi nel 2006 per formare DHX Media. Nel dicembre 2007 la compagnia ha acquistato Studio B Productions, e nel marzo 2008 Bulldog Interactive Fitness. L'8 settembre 2010 tutte le società sussidiarie della compagnia hanno assunto il marchio DHX Media. Il 20 agosto 2012 DHX Media ha annunciato la propria intenzione di acquistare Cookie Jar Group, un'altra compagnia di intrattenimento canadese, per 111 milioni di dollari. La compagnia combinata avrà una libreria di oltre 8 000 episodi (tre quarti dei quali da Cookie Jar), rendendola il maggior possessore indipendente di programmi per bambini del mondo. Con la sua acquisizione, DHX pianifica di espandere le proprie mire nella distribuzione di contenuti attraverso i nuovi media, tra cui i servizi di streaming come Netflix .

### Decode Entertainment
Decode Entertainment fu fondata nel 1997 da Neil Court e Steven DeNure. Decode ha prodotto show come Naturalmente Sadie!, The Zack Files, Angela Anaconda, Polli Kung Fu, Waybuloo, Essere Indie, Draghi e draghetti, The Latest Buzz, Kid vs. Kat - Mai dire gatto, I posti preferiti del bambino, Arcobaleno, I Netturbani, Watership Down, Il formidabile mondo di Bo, I magici piedini di Franny, Poko e Gli imbattibili Save-Ums.
La società è stata coproduttrice di Super Why! assieme alla Out of the Blue Enterprises, che ha sede a New York, per PBS Kids negli Stati Uniti e per Kids' CBC in Canada.

### Halifax Film
Halifax Film fu fondata dagli ex-dirigenti della Salter Street Films Michael Donovan e Charles Bishop nel 2004. La compagnia ha molti precedenti dipendenti della Salter e produce show televisivi come la commedia satirica This Hour Has 22 Minutes (inizialmente una produzione Salter Street Films), serie per bambini animate a passo uno come Poko e Lunar Jim e produzioni in computer grafica come Il formidabile mondo di Bo, The Mighty Jungle e Animal Mechanicals, così come le serie drammatiche The Guard e North/South.

### DHX Media/Vancouver
Fondato a Vancouver nel 1988 e inglobato nella DHX nel dicembre 2007, lo studio d'animazione Studio B Productions ha prodotto il rifacimento del 2007 della serie animata degli anni sessanta George della giungla, la serie Marta il cane parlante di PBS Kids e, più recentemente, My Little Pony - L'amicizia è magica per Hasbro, così come altri show che vanno in onda su YTV in Canada e varie altre emittenti negli Stati Uniti.
La compagnia è stata rinominata DHX Media/Vancouver l'8 settembre 2010, insieme alle altre consociate DHX Media, e utilizza il generico logo di produzione DHX Media.

#### Produzioni originali
Sono riportati i titoli originali.
- The Amazing Adrenalini Brothers
- Being Ian (co-produzione con Nelvana)
- Class of the Titans (co-produzione con Nelvana)
- D'Myna Leagues
- George of the Jungle (2007; co-produzione con Classic Media e Bullwinkle Studios)
- Kid vs. Kat (con YTV e Atomic Cartoons)
- Marta il cane parlante (co-produzione con WGBH-TV)
- Ricky Sprocket: Showbiz Boy
- Something Else
- What about Mimi?
- Yakkity Yak (co-produzione con Kapow Pictures)
- Yvon of the Yukon

#### Opere su commissione
Sono riportati i titoli originali.
- Corduroy
- Edgar & Ellen
- Johnny Test
- Sesame Street (episodio "Flossee, Splatt & The Seesaw")
- Pucca (co-produzione con Jetix e Vooz)
- Ned's Newt (per Nelvana)
- Skunk Fu!
- Ace Ventura: Pet Detective (per Nelvana)
- The Mask (for Film Roman, Sunbow Productions, and New Line Television)
- Eek! Stravaganza (for Nelvana, with the exception of Klutter)
- Reader Rabbit
- Santa Mouse
- Stroker and Hoop
- The Legend of Frosty the Snowman
- Woody Woodpecker
- Making Fiends
- Badly Drawn Roy
- Hillcrest Park
- Peanuts Motion Comics
- My Little Pony: Friendship Is Magic (co-produzione con Hasbro Studios)
- Pound Puppies (episodio 8 - presente), (co-produzione con Hasbro Studios e Paul and Joe Productions)
- Kung Fu Magoo
- Onegai My Melody Kirara
- Take Two with Phineas and Ferb
- Ruby Arcobaleno